# Cana I
Cana I ist ein Arrondissement im Departement Zou in Benin. Es ist eine Verwaltungseinheit, die der Gerichtsbarkeit der Kommune Zogbodomey untersteht.

## Demografie und Verwaltung
Gemäß der Volkszählung 2013 des beninischen Statistikamtes INSAE hatte das Arrondissement 4871 Einwohner, davon waren 2322 männlich und 2549 weiblich.
Von den 80 Dörfern und Quartieren der Kommune Zogbodomey entfallen sieben auf Cana I:
1. Déguèli
2. Dodomè
3. Dogoudo
4. Gandjèkpindji
5. Gbamè
6. Kpota
7. Malè

## Persönlichkeiten
- Christophe Adimou (1916–1998), Erzbischof von Cotonou